# بيرني هاميلتون
بيرني هاميلتون (بالإنجليزية: Bernie Hamilton)‏ مواليد 12 يونيو 1928 في كاليفورنيا، الولايات المتحدة - الوفاة 30 ديسمبر 2008 في لوس أنجلوس، هو ممثل أمريكي بدأ مسيرته الفنية سنة 1950. امتدت مسيرته الفنية لأكثر من 35 عاما.

## الأعمال
- سينانون
- السباح

## روابط خارجية
- بيرني هاميلتون على موقع IMDb (الإنجليزية)
- بيرني هاميلتون على موقع ألو سيني (الفرنسية)
- بيرني هاميلتون على موقع أول موفي (الإنجليزية)
- بيرني هاميلتون على موقع قاعدة بيانات الأفلام السويدية (السويدية)
- بيرني هاميلتون على موقع إن إن دي بي (الإنجليزية)
- بيرني هاميلتون على موقع قاعدة بيانات الفيلم (الإنجليزية)
- بيرني هاميلتون على موقع كينوبويسك (الروسية)